# Cédric Zampini
Pour les articles homonymes, voir Zampini.
Cédric Zampini est un écrivain français spécialisé dans les livres-jeux, la poésie et les nouvelles de Science-fiction. Il est né à Saint-Maurice en 1988.

### Livres-Jeux
- 2011 - Le dôme égloïde (in Héros n°2), éditions Céléphaïs[2].
- 2011 - L’eau de la nuit (in Héros n°3), éditions Céléphaïs.
- 2012 - L’étreinte immortelle (in Héros n°4), éditions Céléphaïs.
- 2013 - Le rêve de vent (avec Stéphane Bilodeau), Éditions ADA, 2013, (ISBN 978-2-89667-624-8).
- 2014 - Le palais de la déraison (avec Stéphane Bilodeau), Éditions ADA, (ISBN 978-2-89733-336-2).
- 2018 - Le maître des cauchemars (avec Stéphane Bilodeau et Gilles Saint-Martin (d) ), Éditions ADA,  (ISBN 978-2-89786-352-4).
- 2021 – Les reliques de la cité rouge, éditions Posidonia (ISBN 978-2-37636-046-9).
- 2021 – Le deuxième monde, éditions Posidonia (ISBN 978-2-37636-048-3).

### Poésie
- 2016 - Une gorgée d’absolu, illustrés par Purple Terebenthine (d) (Anne-Sophie Van Nuvel) éditions Soc et Foc,  (ISBN 979-10-95089-05-6)[3].
- 2021 - Voyages d’un sorcier fou, illustrés par Anne-Sophie Atek, éditions Posidonia, (ISBN 978-2-9571028-6-0).

### Roman
- 2021 – Les femmes de l’autre lune, éditions Posidonia,  (ISBN 978-2-9571028-5-3).

### Science-fiction
- 2017 - Greffier des carrés (in otherlands soundtracks), éditions Otherlands, (ISBN 978-2-797300-95-2)[4].
- 2018 – Nation des merveilles (in Etherval n°13), revue Etherval[5].